# Boticas
Boticas é uma vila portuguesa localizada na sub-região do Alto Tâmega, pertencendo à região do Norte e ao distrito de Vila Real. 
É sede do município de Boticas que tem uma área total de 321,96 km2, 4.885 habitantes (2023) e uma densidade populacional de 15 hab./km2, subdividido em 10 freguesias. O município é limitado a oeste e a norte pelo município de Montalegre, a leste por Chaves, a sudeste por Vila Pouca de Aguiar, a sul por Ribeira de Pena e a sudoeste por Cabeceiras de Basto.

## Freguesias
O município é subdividido em 10 freguesias:
- Alturas do Barroso e Cerdedo
- Ardãos e Bobadela
- Beça
- Boticas e Granja

Freguesias de Boticas após a reorganização administrativa de 2013

- Codessoso, Curros e Fiães do Tâmega
- Covas do Barroso
- Dornelas
- Pinho
- Sapiãos
- Vilar e Viveiro

## História
Boticas é uma vila de origem nos romanos que construíram aqui a cidade de Batocas, explorando minas e as famosas Termas de Carvalhelhos, que se diz terem águas milagrosas.

## Economia
O setor primário é muito representativo no concelho de Boticas, sendo o que emprega a maioria da população.

## Demografia

### Evolução da população do município
Os Recenseamentos Gerais da população portuguesa tiveram lugar a partir de 1864, regendo-se pelas orientações do Congresso Internacional de Estatística de Bruxelas de 1853. Encontram-se disponíveis para consulta no site do Instituto Nacional de Estatística (INE). 

| Número de habitantes | Número de habitantes | Número de habitantes | Número de habitantes | Número de habitantes | Número de habitantes | Número de habitantes | Número de habitantes | Número de habitantes | Número de habitantes | Número de habitantes | Número de habitantes | Número de habitantes | Número de habitantes | Número de habitantes | Número de habitantes |
| -------------------- | -------------------- | -------------------- | -------------------- | -------------------- | -------------------- | -------------------- | -------------------- | -------------------- | -------------------- | -------------------- | -------------------- | -------------------- | -------------------- | -------------------- | -------------------- |
| 1864                 | 1878                 | 1890                 | 1900                 | 1911                 | 1920                 | 1930                 | 1940                 | 1950                 | 1960                 | 1970                 | 1981                 | 1991                 | 2001                 | 2011                 | 2021                 |
| 9388                 | 9933                 | 10 133               | 10 982               | 10 937               | 10 338               | 11 154               | 11 786               | 13 247               | 14 481               | 10 925               | 8773                 | 7936                 | 6417                 | 5750                 | 5000                 |

(Obs.: Número de habitantes "residentes", ou seja, que tinham a residência oficial neste concelho à data em que os censos se realizaram.)	
| Número de habitantes por grupo etário | Número de habitantes por grupo etário | Número de habitantes por grupo etário | Número de habitantes por grupo etário | Número de habitantes por grupo etário | Número de habitantes por grupo etário | Número de habitantes por grupo etário | Número de habitantes por grupo etário | Número de habitantes por grupo etário | Número de habitantes por grupo etário | Número de habitantes por grupo etário | Número de habitantes por grupo etário | Número de habitantes por grupo etário | Número de habitantes por grupo etário |
| ------------------------------------- | ------------------------------------- | ------------------------------------- | ------------------------------------- | ------------------------------------- | ------------------------------------- | ------------------------------------- | ------------------------------------- | ------------------------------------- | ------------------------------------- | ------------------------------------- | ------------------------------------- | ------------------------------------- | ------------------------------------- |
|                                       | 1900                                  | 1911                                  | 1920                                  | 1930                                  | 1940                                  | 1950                                  | 1960                                  | 1970                                  | 1981                                  | 1991                                  | 2001                                  | 2011                                  | 2021                                  |
| 0-14 Anos                             | 3 520                                 | 3 589                                 | 3 354                                 | 3 499                                 | 4 093                                 | 4 472                                 | 5 344                                 | 3 290                                 | 2 220                                 | 1 561                                 | 821                                   | 581                                   | 426                                   |
| 15-24 Anos                            | 1 868                                 | 1 858                                 | 1 864                                 | 1 905                                 | 2 077                                 | 2 395                                 | 2 311                                 | 1 775                                 | 1 507                                 | 1 141                                 | 819                                   | 499                                   | 369                                   |
| 25-64 Anos                            | 4 672                                 | 4 479                                 | 4 369                                 | 4 448                                 | 4 704                                 | 5 420                                 | 5 825                                 | 4 640                                 | 3 710                                 | 3 718                                 | 3 046                                 | 2 843                                 | 2 350                                 |
| = ou > 65 Anos                        | 553                                   | 678                                   | 643                                   | 819                                   | 817                                   | 806                                   | 1 001                                 | 1 220                                 | 1 336                                 | 1 516                                 | 1 731                                 | 1 827                                 | 1 855                                 |

(Obs: De 1900 a 1950 os dados referem-se à população "de facto", ou seja, que estava presente no concelho à data em que os censos se realizaram. Daí que se registem algumas diferenças relativamente à designada população residente)

### População
Com os Censos 2021, o município de Boticas registou 5000 habitantes, menos 750 habitantes comparado com o censo de 2011, quando foram registados 5750 habitantes. Uma das dez freguesias registou um crescimento populacional, enquanto a média foi de -13%.
| Freguesia                           | Habitantes (2021) | Habitantes (2011) | Variação |
| ----------------------------------- | ----------------- | ----------------- | -------- |
| Alturas do Barroso e Cerdedo        | 389               | 544               | -28,5%   |
| Ardãos e Bobadela                   | 463               | 579               | -20,8%   |
| Beça                                | 778               | 843               | -7,7%    |
| Boticas e Granja                    | 1 540             | 1 510             | +2,0%    |
| Codessoso, Curros e Fiães do Tâmega | 257               | 298               | -13,8%   |
| Covas do Barroso                    | 191               | 262               | -27,1%   |
| Dornelas                            | 274               | 338               | -18,9%   |
| Pinho                               | 328               | 401               | -18,2%   |
| Sapiãos                             | 397               | 488               | -18,6%   |
| Vilar e Viveiro                     | 383               | 487               | -21,4%   |
| Boticas                             | 5 000             | 5 750             | -13,0%   |

## Política

### Eleições autárquicas[8]
| Data | %       | V       | %     | V     | %            | V            | %              | V      | %              | V   | %              | V  | Participação |                |
| Data | PPD/PSD | PPD/PSD | PS    | PS    | FEPU/APU/CDU | FEPU/APU/CDU | CDS-PP         | CDS-PP | IND            | IND | CH             | CH | Participação |                |
| ---- | ------- | ------- | ----- | ----- | ------------ | ------------ | -------------- | ------ | -------------- | --- | -------------- | -- | ------------ | -------------- |
| Data | 1976    | 44,49   | 3     | 27,97 | 2            | 8,08         | -              | 12,75  | -              |     |                |    |              | 55,20 / 100,00 |
| 1979 | 62,37   | 4       | 18,85 | 1     | 6,02         | -            | 7,21           | -      | 72,03 / 100,00 |     |                |    |              |                |
| 1982 | 55,79   | 3       | 31,41 | 2     | 5,88         | -            |                |        | 62,10 / 100,00 |     |                |    |              |                |
| 1985 | 53,39   | 3       | 29,58 | 2     | 4,96         | -            | 7,41           | -      | 66,54 / 100,00 |     |                |    |              |                |
| 1989 | 55,39   | 3       | 36,86 | 2     | 3,13         | -            |                |        | 65,94 / 100,00 |     |                |    |              |                |
| 1993 | 57,85   | 3       | 35,22 | 2     | 0,84         | -            | 1,94           | -      | 65,26 / 100,00 |     |                |    |              |                |
| 1997 | 66,20   | 4       | 26,70 | 1     | 1,61         | -            | 0,84           | -      | 61,37 / 100,00 |     |                |    |              |                |
| 2001 | 63,72   | 4       | 28,82 | 1     | 1,88         | -            | 1,16           | -      | 66,14 / 100,00 |     |                |    |              |                |
| 2005 | 61,47   | 4       | 30,15 | 1     | 2,53         | -            | 1,08           | -      | 64,71 / 100,00 |     |                |    |              |                |
| 2009 | 73,08   | 5       | 9,11  | -     | 9,67         | -            | 3,77           | -      | 58,65 / 100,00 |     |                |    |              |                |
| 2013 | 64,63   | 4       | 21,43 | 1     | 9,22         | -            |                |        | 54,78 / 100,00 |     |                |    |              |                |
| 2017 | 76,18   | 5       | 13,78 | -     | 4,68         | -            | 52,14 / 100,00 |        |                |     |                |    |              |                |
| 2021 | 73,55   | 4       | (a)   | (a)   | 3,78         | -            | 15,99          | 1      | 1,54           | -   | 52,05 / 100,00 |    |              |                |

(a) O PS apoiou a lista independente nas eleições de 2021.

### Eleições legislativas
| Data | %     | %     | %     | %    | %     | %     | %        | %     | %    | %     | %    | %   | %       | % | %  | %  |
| Data | PSD   | CDS   | PS    | PCP  | UDP   | AD    | APU/ CDU | FRS   | PRD  | PSN   | BE   | PAN | PSD CDS | L | CH | IL |
| ---- | ----- | ----- | ----- | ---- | ----- | ----- | -------- | ----- | ---- | ----- | ---- | --- | ------- | - | -- | -- |
| 1976 | 43,88 | 19,23 | 18,42 | 2,63 | 0,74  |       |          |       |      |       |      |     |         |   |    |    |
| 1979 | AD    | AD    | 20,42 | APU  | 0,94  | 62,34 | 5,39     |       |      |       |      |     |         |   |    |    |
| 1980 | AD    | AD    | FRS   | APU  | 0,62  | 66,42 | 3,72     | 18,33 |      |       |      |     |         |   |    |    |
| 1983 | 51,67 | 7,56  | 27,83 | APU  | 0,31  |       | 3,43     |       |      |       |      |     |         |   |    |    |
| 1985 | 56,49 | 7,41  | 19,52 | APU  | 0,82  | 5,75  | 2,33     |       |      |       |      |     |         |   |    |    |
| 1987 | 65,65 | 3,25  | 19,94 | CDU  | 0,45  | 4,14  | 0,47     |       |      |       |      |     |         |   |    |    |
| 1991 | 65,90 | 3,07  | 23,34 | CDU  |       | 2,58  | 0,29     | 0,72  |      |       |      |     |         |   |    |    |
| 1995 | 58,41 | 3,35  | 32,58 | CDU  | 0,23  | 1,18  |          | 0,48  |      |       |      |     |         |   |    |    |
| 1999 | 57,65 | 3,62  | 32,90 | CDU  |       | 1,97  | 0,58     | 0,29  |      |       |      |     |         |   |    |    |
| 2002 | 63,78 | 3,96  | 26,13 | CDU  | 2,17  |       | 0,26     |       |      |       |      |     |         |   |    |    |
| 2005 | 53,10 | 3,86  | 34,72 | CDU  | 2,30  | 1,05  |          |       |      |       |      |     |         |   |    |    |
| 2009 | 59,47 | 2,32  | 25,61 | CDU  | 2,40  | 5,60  |          |       |      |       |      |     |         |   |    |    |
| 2011 | 66,49 | 3,83  | 21,64 | CDU  | 2,25  | 0,89  | 0,28     |       |      |       |      |     |         |   |    |    |
| 2015 | CDS   | PSD   | 22,33 | CDU  | 2,20  | 2,46  | 0,23     | 65,88 | 0,20 |       |      |     |         |   |    |    |
| 2019 | 61,54 | 2,15  | 24,70 | CDU  | 2,21  | 2,60  | 0,57     |       | 0,08 | 0,28  | 0,20 |     |         |   |    |    |
| 2022 | 58,34 | 0,72  | 29,25 | CDU  | 1,93  | 0,75  | 0,24     | 0,27  | 4,46 | 0,66  |      |     |         |   |    |    |
| 2024 | AD    | AD    | 19,96 | CDU  | 58,05 | 1,23  | 1,10     | 0,49  | 0,58 | 11,79 | 0,63 |     |         |   |    |    |

## Património histórico

### Património classificado
Património inventariado pelo IGASPAR no concelho de Boticas:
- Capela de Atilhó ou Capela de Santa Margarida
- Castro de Carvalhelhos ou Castelo dos Mouros
- Ponte sobre o rio Beça (de pedrinha)
- Conjunto habitacional de 2 moradias e arco ou passadiço – em Cerdedo
- Castro de Lesenho ou Outeiro Lesenho
- Cruzeiro de Covas do Barroso
- Igreja de Santa Maria (Covas do Barroso) ou Igreja Paroquial de Covas do Barroso
- Pelourinho de Dornelas
- Castro da Giestosa ou Castro do Souto da Lama
- Castro de Cabeço
- Complexo Mineiro do Vale Superior do Rio Terva

### Outros
- Centro de Artes Nadir Afonso
- Guerreiro Galaico, encontrada em São Salvador de Viveiro, com réplica em frente da Câmara Municipal de Boticas.
- Moinhos de Água, que se estendem pelo concelho
- Igreja Românica de Beça
- Igreja Românica de Covas do Barroso
- Igreja Gótica de Lampiões
- Capela Românica de Sapiãos
- Sepulturas Antropomórficas–Sapiãos

## Botânica
- Entre montanhas repletas de castanheiros e carvalhos, árvores mais características da região.

## Gastronomia
São marcas da característica gastronomia da região barrosã de Boticas, o presunto, a truta recheada de Boticas, o fumeiro e a vitela barrosã. 

## Geminações
A vila de Boticas é geminada com as seguintes cidades:
- Gond-Pontouvre, Charente, França
- Caué,  São Tomé, São Tomé e Príncipe
- Outes, Galiza, Espanha

## Botiquenses ilustres
- Literatura
  - José Carlos Silva Barros
  - Artur Monteiro do Couto